# انجیرتیغی (فیلم)
انجیرتیغی (ایتالیایی: Fico d'India) یک فیلم کمدی ایتالیایی به کارگردانی استنو است که در سال ۱۹۸۱ منتشر شد.

## گزیدهٔ بازیگران
- رناتو پوتستو
- آلدو ماچونه
- گلوریا گوئیدا
- دیگو آباتانتوئونو
- جانفرانکو بارا
- دانیله فورمیکا
- لوکا اسپورتلی
- لیچینیا لنتینی
- دانیله وارگاس
- روبرتو دلا کازا
- رناتو مونتالبانو
- لوردانا مارتینز
- ساندرو گیانی
- جیمی ایل فنومنو